# 西班牙王位繼承

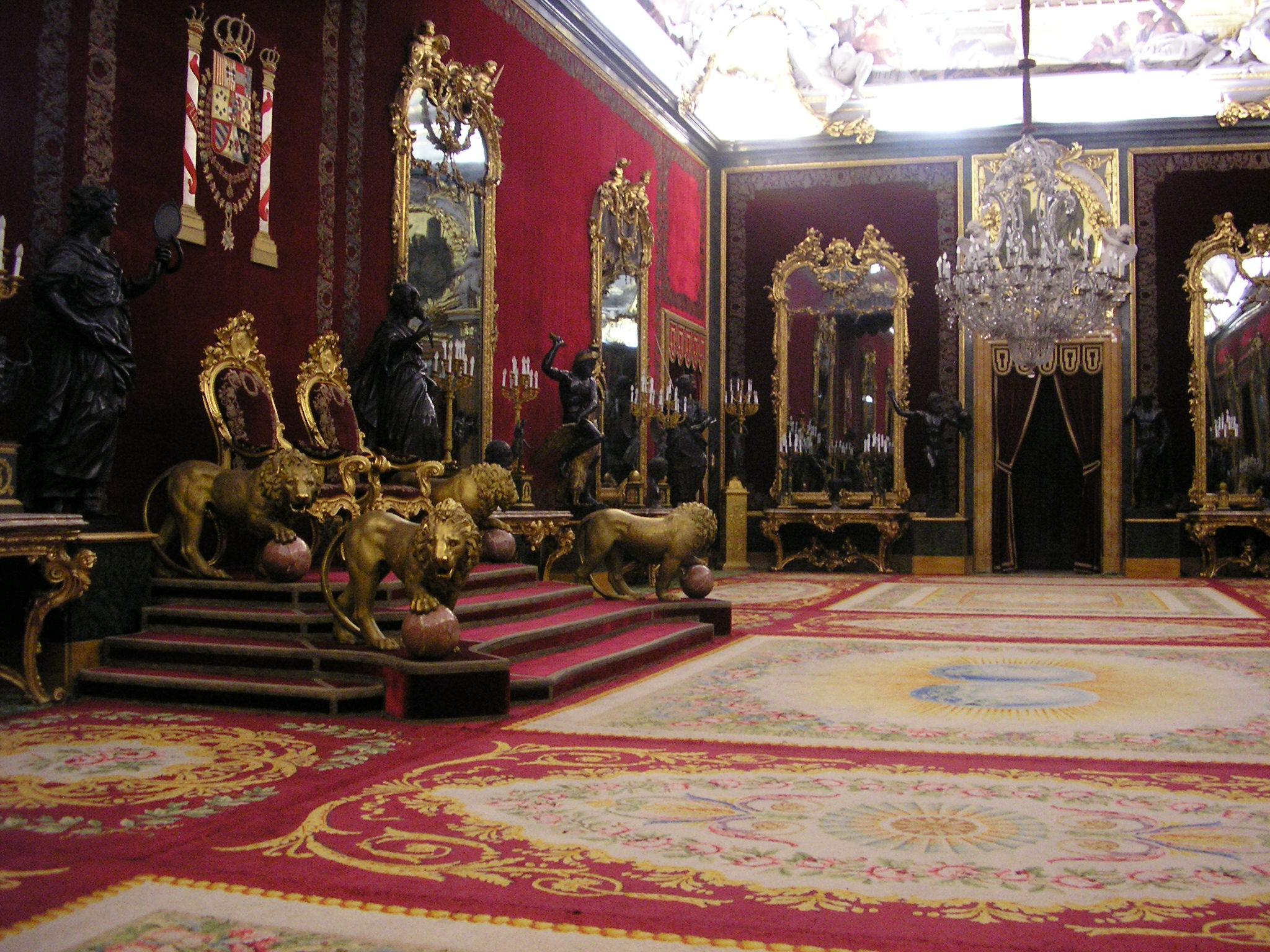
马德里王宫的王座

西班牙王位继承顺序，指的是对于西班牙王位的继承交替的顺序。西班牙王位继承顺序虽然允许女性继承王位，但必须以男嗣为优先。

## 目前顺序
具有王位继承资格者有许多，但1978年西班牙宪法将王位继承限制为胡安·卡洛斯一世的后裔内。
- 胡安·卡洛斯国王陛下
  -  国王费利佩六世陛下
    - (1) 阿斯图里亚斯女亲王莱昂诺尔殿下
    - (2) 索菲亚王女殿下

  - (3) 庐戈女公爵艾莲娜王女殿下
    - (4) 特哈达勋爵费利佩阁下
    - (5) 特哈达女勋爵维多利亚阁下

  - (6) 克里斯蒂娜王女殿下
    - (7) 胡安·瓦伦天阁下
    - (8) 保罗阁下
    - (9) 米格尔阁下
    - (10) 艾琳阁下

## 潜在顺序
1978年西班牙宪法第57条第1节规定，西班牙王位由胡安·卡洛斯一世的后嗣所继承。至今为止，并没有澄清这一规定是否包括胡安·卡洛斯国王直系后裔以外的任何人。继承人不得假定为后代的同义词。第57条第3节进一步规定，如果法律指定的所有世系都消失了，西班牙议会应规定以最适合西班牙利益的方式继承王位。
胡安·卡洛斯一世的姐妹巴达霍斯女公爵皮拉王女及索里亞女公爵玛格丽塔王女在宪法通过前，就宣布婚后放弃西班牙王位继承。同样的其他因为不被批准的婚姻而可能会或可能不会被移出王位继承顺序。
第57条第5节规定，退位和放弃以及与王位继承有关的事实或法律上的任何疑问应通过组织法解决。除非并且直到有人阐明国王大家庭的权利，否则谁或是否有人跟随克里斯蒂娜公主的后裔继承是未知的。
- 假设继承人为直系后裔，则继承顺序则以克里斯蒂娜王女殿下后裔结束。
- 假设皮拉王女及玛格丽塔王女的放弃被视为无效，则将遵循以下顺序：

- 巴塞罗那伯爵胡安三世
  -  胡安·卡洛斯国王陛下
    -  国王费利佩六世陛下
      - (1) 阿斯图里亚斯女亲王莱昂诺尔殿下
      - (2) 索菲亚王女殿下

    - (3) 庐戈女公爵艾莲娜王女殿下
      - (4) 特哈达勋爵费利佩阁下
      - (5) 特哈达女勋爵维多利亚阁下

    - (6) 克里斯蒂娜王女殿下
      - (7) 胡安·瓦伦天阁下
      - (8) 保罗阁下
      - (9) 米格尔阁下
      - (10) 艾琳阁下

  - 巴达霍斯女公爵皮拉王女
    - (11) 唐·胡安·菲利伯托·戈麦斯-阿塞博—波旁，托尔子爵
      - (12) 尼古拉斯·戈麦斯-阿塞博—卡尼

    - (13) 唐·布鲁诺·亚历山德罗·戈麦斯-阿塞博—波旁
      - (14) 亚历山德罗·戈麦斯-阿塞博—坎诺
      - (15) 吉列尔莫·戈麦斯-阿塞博—坎诺
      - (16) 阿尔瓦罗·戈麦斯-阿塞博—坎诺

    - (17) 唐·路易斯·戈麦斯-阿塞博—波旁
      - (18) 路易斯·菲利普·戈麦斯-阿塞博—庞特
      - (19) 胡安·戈麦斯-阿塞博—庞特
      - (20) 劳拉·戈麦斯-阿塞博—庞特

    - (21) 唐·费尔南多·温贝托·戈麦斯-阿塞波-波旁
      - (22) 尼古拉斯·戈麦斯-阿塞博—庞特—哈拉曼达里

    - (23) 唐娜·西蒙内塔·戈麦斯-阿塞波-波旁
      - (24) 路易斯·费尔南德斯-萨斯特龙-戈麦斯-阿塞波
      - (25) 胡安·费尔南德斯-萨斯特龙·戈麦斯-阿塞波
      - (26) 帕布罗·费尔南德斯-萨斯特龙·戈麦斯-阿塞波

  - (27) 索里亞女公爵玛格丽塔王女
    - (28) 西班牙元勋阿方索·胡安·卡洛斯·祖利塔·德·波旁阁下
    - (29) 西班牙元勋瑪麗亞·索菲亞·愛蜜莉亞·卡門·祖利塔·德·波旁阁下
      - (30) 卡洛斯·阿方索·胡安·祖利塔·德·波旁